# Viaggiatori extratemporali
Con il termine viaggiatori extratemporali, sopratemporali oppure extratopici ci si riferisce alla presenza ipotetica o immaginaria di persone, oggetti o fatti "al di fuori della storia", ovvero apparentemente estranei alla dimensione temporale o spaziale alla quale la storiografia o la scienza comunemente li ascrive.
Un esempio - in questo caso una congettura del tutto immaginaria - potrebbe essere costituito dal resoconto di un colloquio tra Napoleone e un faraone dell'antico Egitto.
Molti oggetti archeologici o anche personaggi storici sono stati descritti da autori di romanzi di fantascienza o in opere di fantarcheologia come extratemporali ed hanno anche ispirato vari tipi di teorie. In ogni caso sia le opere letterarie sia le teorie descritte qui di seguito non sono mai state dimostrate e sono quindi da considerarsi a seconda dei casi letteratura fantastica o pseudoscienza.

## Gli "oggetti extratemporali"
Il termine "extratemporali" può essere usato anche per indicare quegli oggetti o meccanismi reali oppure ipotetici, che a rigore di logica non potrebbero trovarsi in un dato luogo in una certa data storica, perché o anticipano la storia dello sviluppo e diffusione della tecnologia per come è conosciuta, o perché addirittura sono del tutto inspiegabili con le attuali conoscenze scientifiche, oppure perché superano le più elevate capacità tecnologiche note o ragionevolmente ipotizzabili nei tempi antichi.
Questi vengono definiti "oggetti fuori dal loro tempo" (in inglese  Out of Place Artifacts, abbreviato in OOPArt) e vengono interpretati da alcuni come oggetti extratemporali in quanto si troverebbero in un contesto non manipolabile, "congelato nel tempo". Come esempi vengono riportati alcuni relitti sottomarini, oggetti apparentemente moderni trovati in stratificazioni geologiche antiche.
Alcuni di questi oggetti, ad esempio l'antichissima Colonna di ferro inossidabile presente a Qutb in India, potrebbero essere semplicemente delle leghe metalliche ottenute casualmente per la presenza di vene metallifere con le proprietà giuste oppure per la verniciatura con una sostanza che ha conservato la superficie del metallo. Altri sono il risultato di tecnologie avanzate ma non impossibili, ad esempio gli ingranaggi in bronzo della macchina di Anticitera.

## Archeologia misteriosa extratemporale
Nel campo dell'archeologia misteriosa (detta anche fantarcheologia) si è spesso immaginata la presenza sulla Terra di civiltà preistoriche molto evolute per i loro tempi, tanto da essere considerate per questo al di fuori del loro tempo. Uno degli esempi più noti è la mitica civiltà di Atlantide.
Le poche ed "enigmatiche" tracce lasciate da queste civilizzazioni sarebbero dovute alla loro distruzione per immani cataclismi, le cui cause vengono variamente indicate: grandi tsunami causati dall'impatto di un asteroide o dal crollo di vulcani sottomarini (come quello storicamente noto che distrusse l'isola di Santorini e la civiltà minoica), e secondo alcuni autori addirittura le distruzioni causate da veri e propri conflitti nucleari.
Vengono inoltre considerati extratemporali le conoscenze che si presumono possedute da alcune popolazioni storicamente esistite, di tipo geografico, storico, tecnologico e scientifico, oppure alcune caratteristiche dei resti che questi hanno lasciato: oggetti e loro lavorazioni, edifici oppure loro particolarità architettoniche e/o ingegneristiche, resti umani con evidenti alterazioni chirurgiche o danni ossei particolari, ecc.
Esempi di presunti oggetti extratemporali, sarebbero l'uomo di Palenque (raffigurazione su una tomba maya che viene immaginosamente interpretata come un uomo alla guida di un'astronave), la Sfinge di Giza (che secondo la fantarcheologia sarebbe più antica della datazione archeologica, a causa del suo orientamento astronomico, considerato allineato con la posizione che la costellazione del Leone aveva 10.000 anni fa), la "Puerta del Sol" della civiltà Tiahuanaco (che anch'essa avrebbe un orientamento astronomico indicante una datazione più antica di quella archeologica).

## Ufologia
Alcuni avvistamenti di UFO (oggetti volanti non identificati) sono stati a volte immaginati come prova di viaggi temporali e/o spaziali da parte di civiltà aliene, i cui esploratori avrebbero visitato la Terra in passate epoche storiche, anche remote.
Presenze di UFO nel passato, precedenti ai primi avvistamenti documentati e all'invenzione del volo, secondo i sostenitori dell'ufologia sarebbero testimoniate da dipinti di varie epoche. Si tratta spesso di piccoli particolari sullo sfondo del dipinto, a volte semplici macchie dovute allo stato di conservazione, o di raffigurazioni simboliche della presenza divina, che vengono invece interpretate come oggetti volanti non identificati. Dagli ufologi è talvolta usato il termine clipeologia per indicare lo specifico studio degli UFO del passato.

## Esempi di personaggi storici a volte presentati come extratemporali
Il termine extratemporale può riferirsi anche a personaggi dei quali si conosce perfettamente luogo e data di nascita, ma che si immagina dimostrino la conoscenza di fatti o di tecnologie ritenute improbabili per il loro tempo.

### Papa Silvestro II
La trasmissione televisiva Voyager ha presentato papa Silvestro II (Gerbert d'Aurillac, nato intorno al 940-950 e morto il 12 maggio 1003) come un "mago", quasi un "viaggiatore nel tempo". Fu il papa che celebrò l'ultima messa dell'anno 999, che secondo le profezie millenaristiche doveva precedere la fine del mondo.
In realtà si trattava semplicemente di un uomo di grande cultura, che era stato precettore dell'imperatore Ottone III. Introdusse la scienza araba in Europa: dall'aritmetica basata sui numeri interi indo-arabici, all'astrologia e all'astronomia. Avendo appreso in Spagna il sistema arabo dei digiti non-zero, poteva effettuare a mente dei calcoli che erano estremamente difficili per quelli che ancora ragionavano in termini di numeri romani. Nella città di Reims, in Francia, costruì un organo idraulico che eccelleva su tutti gli strumenti precedentemente noti.

### Mormoni: Gesù presente nel Far-West nel IV secolo
Un'intera religione, quella dei Mormoni, si basa sul racconto di un fatto extratemporale, vale a dire la presenza di Gesù Cristo tra i nativi americani del Nordamerica nel IV secolo.
Secondo i Mormoni, la storia di quell'evento extratemporale sarebbe narrata in una serie di piastre d'oro consegnate nel 1823 dall'angelo Moroni al profeta Joseph Smith; il testo di tali piastre (mai mostrate in pubblico) costituisce quello che è noto come il Libro di Mormon. Secondo gli scettici, in questo caso si rasenterebbe il concetto di leggenda.

## Presunte profezie

### Codice Genesi di Michael Drosnin
Nel libro di Michael Drosnin Codice Genesi conto alla rovescia (pubblicato nel 2003 da Rizzoli), riprendendo alcuni lavori di studiosi ebraici (Doron Witztum, Eliyahu Rips e Yoav Rosenberg), si immagina che l'intero Pentateuco (la Tanach ebraica), contenga un codice criptato. Il codice potrebbe essere decrittato con un sistema ad estrazione saltatoria, a chiave numerica variabile (ma costante per "sessione") e con possibilità di incrocio e verifica col testo in chiaro.
Il testo sarebbe stato portato da viaggiatori (terrestri o extraterrestri) provenienti dal futuro e l'astronave e/o capsula del tempo, sarebbe tuttora conservata in un'"arca di acciaio", sotto profondissimi ed insondabili strati di sale, a Mazra nella penisola salina di Lisan (satellite) (la lingua), sul Mar Morto, in Giordania vicino al confine con Israele. Nel libro si descrive anche un immaginario "futuro ramificato", con cinque opzioni, e che certi eventi si possano rimandare, ma non per sempre.
In risposta alle numerose critiche sul metodo utilizzato, Michael Drosnin lanciò una sfida: "When my critics find a message about the assassination of a prime minister encrypted in Moby Dick, I'll believe them" ("Quando i miei critici troveranno un messaggio sull'assassinio di un primo ministro criptato in Moby Dick, io crederò loro"). La sfida fu raccolta e con lo stesso metodo utilizzato da Drosin furono trovati riferimenti in Moby Dick alle morti di Indira Gandhi, Leon Trotsky, Martin Luther King, John F. Kennedy, Abraham Lincoln, Yitzhak Rabin ed altri.
Nonostante la dimostrazione dell'inattendibilità del metodo, ci si occupa ancora delle presunte profezie contenute nel testo criptato. Per il 2006, (anno ebraico 5766) il codice decrittato prevedeva una "catastrofe nucleare". La previsione incrocia nel testo in chiaro la frase di Mosè che afferma "la sventura vi colpirà alla Fine dei giorni". Questa è stata messa in relazione da alcuni con la ripresa dell'arricchimento dell'uranio da parte dell'Iran di Mahmud Ahmadinejad e le paure per le possibili reazioni di Israele ed USA.

### Codice Vaticinia di Nostradamus
Il manoscritto Vaticinia Michaelis Nostredami de Futuri Christi Vicarii ad Cesarem Filium è un codice illustrato del XVII secolo, scoperto nella Biblioteca Nazionale Centrale di Roma, che secondo alcuni studiosi di Nostradamus preannuncerebbe i papi del futuro ed altri eventi ad essi connessi, come la rivoluzione francese. Su questo argomento l'autore Ottavio Cesare Ramotti ha scritto una elaborata interpretazione pubblicata in un libro distribuito negli USA.
Un disegno del codice sarebbe interpretabile da alcuni come una raffigurazione della reale natura astronomica della Via Lattea, ovvero una galassia a spirale con due grandi braccia contenenti stelle e gas interstellare. Tale conoscenza mancava all'epoca della redazione del codice (le galassie a spirale, modello per la comprensione della nostra, come la galassia di Andromeda vennero accuratamente osservate con i telescopi riflettori soltanto dopo gli anni venti).

## Viaggiatori temporali nel cinema e nella letteratura
Il viaggio nel tempo è un elemento utilizzato nei romanzi e nei film di fantascienza per creare situazioni intricate, che sconcertano o rassicurano lo spettatore, spesso già al corrente dell'evoluzione naturale della narrazione. Frequentemente l'espediente del viaggio nel tempo può dar luogo a paradossi, come prevenire il matrimonio dei propri genitori o situazioni simili.

### La macchina del tempo
La prima opera di fantascienza ad introdurre il tema del viaggio temporale è il romanzo La macchina del tempo, di Herbert George Wells. In esso, l'inventore di una macchina per viaggiare nel tempo si spinge con essa in un lontano futuro, dove scopre un mondo in cui l'umanità si è nettamente differenziata in due specie che hanno instaurato una cruenta simbiosi.

### Il Pianeta delle Scimmie
Nel film Il pianeta delle scimmie di Franklin J. Schaffner (1968), tre astronauti americani ibernati in una capsula spaziale pilotata automaticamente si risvegliano nell'anno 3978, in un mondo (che poi scopriranno essere la Terra dopo una guerra nucleare) dominato da scimmie antropomorfe parlanti, mentre gli esseri umani, muti, sono ridotti al rango di animali (il film è stato interpretato sia in chiave animalista, o antispecista, che antirazzista).
Il film ha avuto quattro sequel (oltre a un remake): nel terzo film della serie (Fuga dal pianeta delle scimmie, 1971) tre scimmie senzienti viaggiano indietro nel tempo, raggiungendo la nostra epoca.

### La portaerei americana Nimitz trasportata nel 1941
Nel film Countdown - Dimensione Zero (The Final Countdown) del 1980 si immagina che la portaerei nucleare americana USS Nimitz entri in collisione contro una tempesta innaturale, che porta l'intera nave ed il suo equipaggio dal presente a qualche giorno prima dell'attacco di Pearl Harbor (nel dicembre del 1941). Il capitano (Kirk Douglas) deve decidere se interferire col passato e fermare la flotta giapponese che si avvia all'attacco, oppure lasciare che la storia prenda il suo corso.

### Marty McFly e "Doc" in Ritorno al Futuro
I film di fantascienza della serie Ritorno al futuro hanno come tema centrale il viaggio nel tempo, il quale genera tutta una serie di paradossi extratemporali, come il protagonista che incontra sua madre da giovane o il giovane Biff Tannen degli anni cinquanta che vince alle scommesse grazie a un almanacco sportivo pubblicato dopo l'anno 2000, regalatogli dal sé stesso del futuro.

### In "The Abyss", gli alieni preannunciano l'apocalisse
Il film The Abyss, diretto nel 1989 da James Cameron, narra dell'incontro tra la squadra di un sommergibile nucleare e una razza extraterrestre acquatica, gelificata e polimorfa. Nel film (in versione director's cut) questi alieni trasmettono immagini dal futuro, che mostrano una sequenza di eventi che portano all'Apocalisse. Il nome di uno dei personaggi, il tenente Hiram Coffey, alluderebbe ad un ipotetico messaggio massonico: secondo la mitologia massonica, Hiram Abif sarebbe stato infatti il costruttore del Tempio di Salomone.

### Viaggiatori nella Francia medievale inTimeline
Nel film Timeline del 2003, basato su un romanzo di Michael Crichton, un gruppo di giovani archeologi viene mandato nel XIV secolo per studiare la storia di un assedio. La trama è basata sulle avventure di questi giovani e nei complotti in cui vengono coinvolti, sia nel medioevo che nell'epoca moderna. Il film è stato ampiamente criticato per la scarsa accuratezza storica e per le lacune della sceneggiatura.

### Terminator
Nel film Terminator viene descritto un futuro in cui l'umanità è in guerra contro i robot che, divenuti senzienti, si sono ribellati ai loro creatori. I robot inviano un cyborg indietro nel tempo per prevenire la nascita di John Connor, capo dell'esercito umano, uccidendone la madre; gli umani a loro volta inviano un uomo per fermarlo. Il film ha avuto quattro sequel.

## Film con viaggiatori extratemporali
- Ultimatum alla Terra (The Day the Earth Stood Still), 1951, diretto da Robert Wise
- L'uomo che visse nel futuro, (The Time Machine), 1960, diretto da George Pal
- Il pianeta delle scimmie (Planet of the Apes), 1968, regia di Franklin J. Schaffner (tratto dal romanzo di Pierre Boulle)
- Countdown - Dimensione Zero (The Final Countdown), 1980, diretto da Don Taylor, con Kirk Douglas, Martin Sheen, Katharine Ross
- Philadelphia Experiment (The Philadelphia Experiment), 1984, diretto da Stewart Raffill
- Terminator, 1984, diretto da James Cameron, con Arnold Schwarzenegger, Michael Biehn, Linda Hamilton
- Ritorno al futuro, 1985, diretto da Robert Zemeckis), con Michael J. Fox e Christopher Lloyd
- Ritorno al futuro - Parte II, 1989, diretto da Robert Zemeckis, con Michael J. Fox e Christopher Lloyd
- The Abyss, 1989, diretto da James Cameron
- Ritorno al futuro - Parte III, 1990, diretto da Robert Zemeckis, con Michael J. Fox e Christopher Lloyd
- Terminator 2 - Il giorno del giudizio, 1991, diretto da James Cameron, con Arnold Schwarzenegger, Linda Hamilton e Robert Patrick
- A spasso nel tempo, 1996, diretto da Carlo Vanzina, con Christian De Sica e Massimo Boldi
- A spasso nel tempo - L'avventura continua, 1997, diretto da Carlo Vanzina, con Christian De Sica e Massimo Boldi
- Frequency - Il futuro è in ascolto (Frequency), 2000, diretto da Gregory Hoblit
- Donnie Darko, 2001, diretto da Richard Kelly
- Terminator 3 - Le macchine ribelli, 2003, diretto da Jonathan Mostow, con Arnold Schwarzenegger, Kristanna Loken, Nick Stahl
- Guida galattica per autostoppisti (The Hitch-Hiker's Guide to the Galaxy), 2005, di Garth Jennings (basato sul libro satirico Guida galattica per gli autostoppisti del 1979 di Douglas Adams)

### Letteratura fantastica
- H. G. Wells, La macchina del tempo, 1895.
- René Barjavel, Il viaggiatore imprudente (Le voyageur imprudent), 1943.
- Isaac Asimov, La fine dell'eternità, 1955.

### In generale
- Michael White, X-Files Scienza Estrema, (edizione italiana) Rizzoli, 1998.
- Paul Davies, Come costruire una macchina del tempo (How to Build a Time Machine) (edizione italiana), Mondadori, Milano 2003.

### Interpretazione extratemporale degli UFO
- Roberto Pinotti, UFO: Visitatori da altrove, R.C.S. Bompiani, Milano 1996.

### Vaticinia di Nostradamus
- Ottavio Cesare Ramotti, Nostradamus: The Code That Unlocks the Secrets of the Master Prophet, Destiny Books, 1998. ISBN 0892819154

### Codice Genesi
- Michael Drosnin, Codice Genesi, Rizzoli, 1997.
- Michael Drosnin, Codice Genesi, conto alla rovescia, Rizzoli, 2003. ISBN 8817871648.

### Profezie di papa Giovanni
- Pier Carpi, Profezie di Papa Giovanni, Edizioni Mediterranee, Roma 1976. ISBN 882720590X. La profezia citata è a p. 154.

### Papa Silvestro II
- Papa Silvestro II su Voyager di RAI 2, su raidue.rai.it.
- Leggende su Silvestro II, il papa-mago sul sito tanogabo.it
- Papa Silvestro II, articoli di Roberta Fidanzia sul sito StoriaOnLine.org

### Codice Genesi
- Il Codice Genesi è un caso di pseudoscienza Archiviato il 6 maggio 2006 in Internet Archive. (intervista a Piergiorgio Odifreddi)
- (EN)  Articolo critico sui presunti codici contenuti nella Genesi di Brendan McKay et al.